# Giuseppe Schirò Di Maggio
Giuseppe Schirò Di Maggio   (Piana degli Albanesi, 11 de gener de 1944) Zef Skiro Di Maxhio, és un poeta i escriptor italià-arbëreshë en albanès. Estudià a la Universitat de Palerm i fou redactor en cap de la revista Bota shqiptare (El món albanès), fundada el 1999. Va néixer a Piana degli Albanesi a Sicília, Itàlia.

## Obres
- Sunata, 1976
- Gjuha e bukës, Prishtina 1981,
- Përtej maleve, prapa kodrës, Tirana 1985,
- Vjeç të tua 500 anni tuoi, Hora 1988,
- Laerti i jati, 1989.